# Gmina miejska Maribor
Gmina miejska Maribor (słoweń.: Mestna občina Maribor) – gmina w Słowenii. W 2002 roku liczyła 113 100 mieszkańców.

## Miejscowości
Miejscowości wchodzące w skład miejskiej Maribor:

- Bresternica
- Celestrina
- Dogoše
- Gaj nad Mariborom
- Grušova
- Hrastje
- Hrenca
- Jelovec
- Kamnica
- Laznica
- Limbuš
- Malečnik
- Maribor – siedziba gminy
- Meljski Hrib
- Metava
- Nebova
- Pekel
- Pekre
- Počehova
- Razvanje
- Ribniško selo
- Rošpoh
- Ruperče
- Srednje
- Šober
- Trčova
- Vinarje
- Vodole
- Vrhov Dol
- Za Kalvarijo
- Zgornji Slemen
- Zrkovci